# 潜影
《潜影》，是中国1981年的电影，讲述的是讲解员卢亦华在厅堂的墙壁发现了一个清代王妃和一个穿风雨衣人的黑影像。导演为郭宝昌、黄玲。
广西电影制片厂摄制。 1981年在中国上映。

## 剧情
二十世纪，宁王府已经改造成为博物馆，某夜雷电交加，讲解员卢亦华在厅堂的墙壁上发现了一个清王妃的影像和一个穿风雨衣人的黑影。公安人员罗捷深入调查，决心揭开这个“鬼”谜。而管理员肖凌则早就发现了这个怪影，认为它是几百年前，一次雷电将古人的身影记录下来所致，于是致力于开发一种仪器，把墙上的潜影“呼唤”出来。不料，与肖凌一起进行实验的常文虎被暗杀了。而常文虎的舅舅冯杰一直支持肖凌实验，为了寻找某处财宝的位置。

## 演员
- 韩月乔，扮演卢亦华
- 李萍
- 迟志强
- 袁苑
- 彭铭艳

## 职员
- 编剧：计红绪，计三猛
- 制片主任：张本烈
- 副制片主任：金海枫
- 摄影：杨玉铭，江伟民
- 美工：张亚芳
- 录音：林临，许镇奎
- 副导演：罗渝中，李小珑
- 剪辑：李燕阳
- 照明：黎仁才
- 置景：廖民熙，薛飞
- 化妆：赵志敏，何红
- 服装：张淑芳，陈卫兴
- 道具：林青心，牛一宁
- 拟音：刘荃业
- 作曲：李延林
- 独唱：李谷一
- 演奏：北京电影乐团
- 指挥：姚关荣
- 导演：郭宝昌、黄玲
- 摄制：广西电影制片厂

## 评价
这部电影因为立意追求鬼神、剧本虚构逻辑混乱，而遭到李一萍为代表的一些评论家的激烈批评。陈兴保称其立意“戏不够、爱情凑”，缺乏应有的深度。